# Muhammad Ali's Greatest Fight
Muhammad Ali's Greatest Fight è un film per la televisione del 2013 diretto da Stephen Frears. Il film è stato presentato fuori concorso alla 66ª edizione del Festival di Cannes.
La pellicola racconta la lunga battaglia tra Muhammad Ali ed il governo degli Stati Uniti d'America dopo che Ali rifiutò di andare a combattere la guerra del Vietnam.

## Trama
Al culmine della sua carriera, il pugile Muhammad Ali - noto come Cassius Clay prima di convertirsi all'Islam - viene chiamato a combattere nella guerra del Vietnam. Il campione dei pesi massimi, facendo appello alle sue convinzioni religiose, rifiuta di prestare servizio nell'esercito degli Stati Uniti, avviando una battaglia legale che raggiungerà la Corte suprema degli Stati Uniti. I 9 membri della corte suprema decidono (grazie all'intervento di uno degli assistenti dei membri stessi, che trova un precedente simile a quello di Cassius Clay) di accogliere, dopo l'iniziale scetticismo, l'appello del pugile.

## Produzione
Le riprese del film si svolgono negli Stati Uniti d'America tra New York e Washington.

## Distribuzione
Il film viene presentato alla 66ª edizione del Festival di Cannes il 22 maggio 2013 come film fuori concorso nella categoria Proiezioni speciali. Nel Regno Unito il film va in onda su HBO il 5 ottobre 2013, mentre in Italia va in onda su Sky Cinema l'11 novembre 2014.

## Riconoscimenti
- 2014 - Premio Emmy
  - Nomination Miglior regia per un film, miniserie o speciale drammatico a Stephen Frears
  - Nomination Miglior film per la televisione
- 2014 - Directors Guild of America
  - Nomination Miglior regia per un film televisivo o miniserie a Stephen Frears
- 2014 - Writers Guild of America Award
  - Miglior sceneggiatura adattata per un lungometraggio televisivo a Shawn Slovo
- 2014 - NAACP Image Award
  - Nomination Miglior film per la televisione, miniserie o speciale drammatico
  - Nomination Miglior attore non protagonista in un film per la televisione, miniserie o speciale drammatico a Danny Glover
- 2014 - Black Reel Awards
  - Nomination Miglior attore non protagonista per un film televisivo o miniseire a Danny Glover
- 2014 - NAMIC Vision Awards
  - Nomination Miglior film o speciale